# Ólafur Guðmundsson
Ólafur Andrés Guðmundsson, född 13 maj 1990 i Hafnarfjörður, är en isländsk handbollsspelare (vänsternia/mittnia).

## Klubbkarriär
Ólafur Guðmundsson gick 2010 från sin isländska klubb FH Hafnarfjörður till den storsatsande klubben AG Köpenhamn. 2012 spelade han för AG Köpenhamn, (utlånad till Nordsjælland Håndbold 2011) som gick i konkurs och värvades till IFK Kristianstad. Guðmundsson spelade för klubben i två år men gick till TSV Hannover-Burgdorf i Bundesliga efter semifinalförlusten 2014 mot Lugi HF. 2015 återvände Guðmundsson till IFK Kristianstad från bundesliga. Han var lagkapten i IFK Kristianstad. 2021 skrev han på för franska Montpellier HB. Efter en skadedrabbad säsong lämnade han Montpellier för schweiziska GC Amicitia Zürich.
Sedan sommaren 2023 har han ett treårigt kontrakt med HF Karlskrona.

### Landslagskarriär
Guðmundsson har spelat över 120 landskamper för Islands landslag. Han har spelat flera VM- och EM-turneringar för Island nu senast VM 2019.